# Ormia reinhardi
Ormia reinhardi är en tvåvingeart som först beskrevs av Curtis W. Sabrosky 1953.  Ormia reinhardi ingår i släktet Ormia och familjen parasitflugor. Inga underarter finns listade i Catalogue of Life.